# Michael James Massimino
Michael James Massimino (Oceanside, New York, 1962. augusztus 19. –) amerikai mérnök, tudós, űrhajós.

## Életpálya
1984-ben a Columbia Egyetemen mérnöki diplomát szerzett. 1984-1986 között New Yorkban az IBM rendszermérnöke. 1986-1988 között a Massachusetts Institute of Technology (MIT) keretében műszaki ismeretekből doktorált (Ph.D.). 1990-ben és 1992-ben megvédte doktori diplomáját, adjunktus. Kettő szabadalommal rendelkezik. Tanulmányainak szünetében a NASA Marshall Space Flight Center-ében kutatómérnök. 1990-ben vendégprofesszor a Német Űrügynökség (DLR) oberpfaffenhofeni központjában. 1992-től a McDonnell Douglas Aerospace (Houston) kutatómérnöke. Kifejlesztette az űrruha mandzsettáján használható laptopot. 1992-1995 között a Rice Egyetem Gépipari és Anyagtudományi Tanszékén adjunktus. 1995 szeptemberétől a Georgia Institute of Technology keretében adjunktus.
1996. május 1-től a Lyndon B. Johnson Űrközpontban részesült űrhajóskiképzésben. Szolgálati ideje alatt a Hubble űrtávcső negyedik és ötödik javításán tevékenykedett. Két űrszolgálata alatt összesen 23 napot, 19 órát és 48 percet (571 óra) töltött a világűrben. Űrhajós pályafutását 2012 márciusában fejezte be.

## Űrrepülések
- STS–109, a Columbia űrrepülőgép 27. repülésének küldetés specialistája. Az űrhajósok a negyedik nagyjavítás alatt, öt űrsétán szereltek fel új berendezéseket a Hubble Space Telescope (HST) Hubble űrtávcső re. Első űrszolgálata alatt összesen 10 napot, 22 órát és 10 percet (262 óra) töltött a világűrben. Kettő űrséta (kutatás, szerelés) összesen 14 óra és 46 percet töltött az űrrepülőgépen kívül. ( 6 300 000 kilométert (3 900 000 mérföldet) repült, 165 kerülte meg a Földet.
- STS–125, az Atlantis űrrepülőgép 30. repülésének küldetés specialistája. Az űrhajósok az ötödik nagyjavítást végezték a Hubble űrtávcsövön (HST). Egy IMAX kamerával felvették a javítás minden  pillanatát. 2014-ig nem kell javító munkálatokat végezni. Az első ember, aki a világűrben használta a Twittert. Második űrszolgálata alatt összesen 12 napot, 21 órát és 38 percet (309 óra) töltött a világűrben.8 500 000 kilométert (5 300 000 mérföldet) repült, 197 alkalommal kerülte meg a Földet.